# 巴克科斯

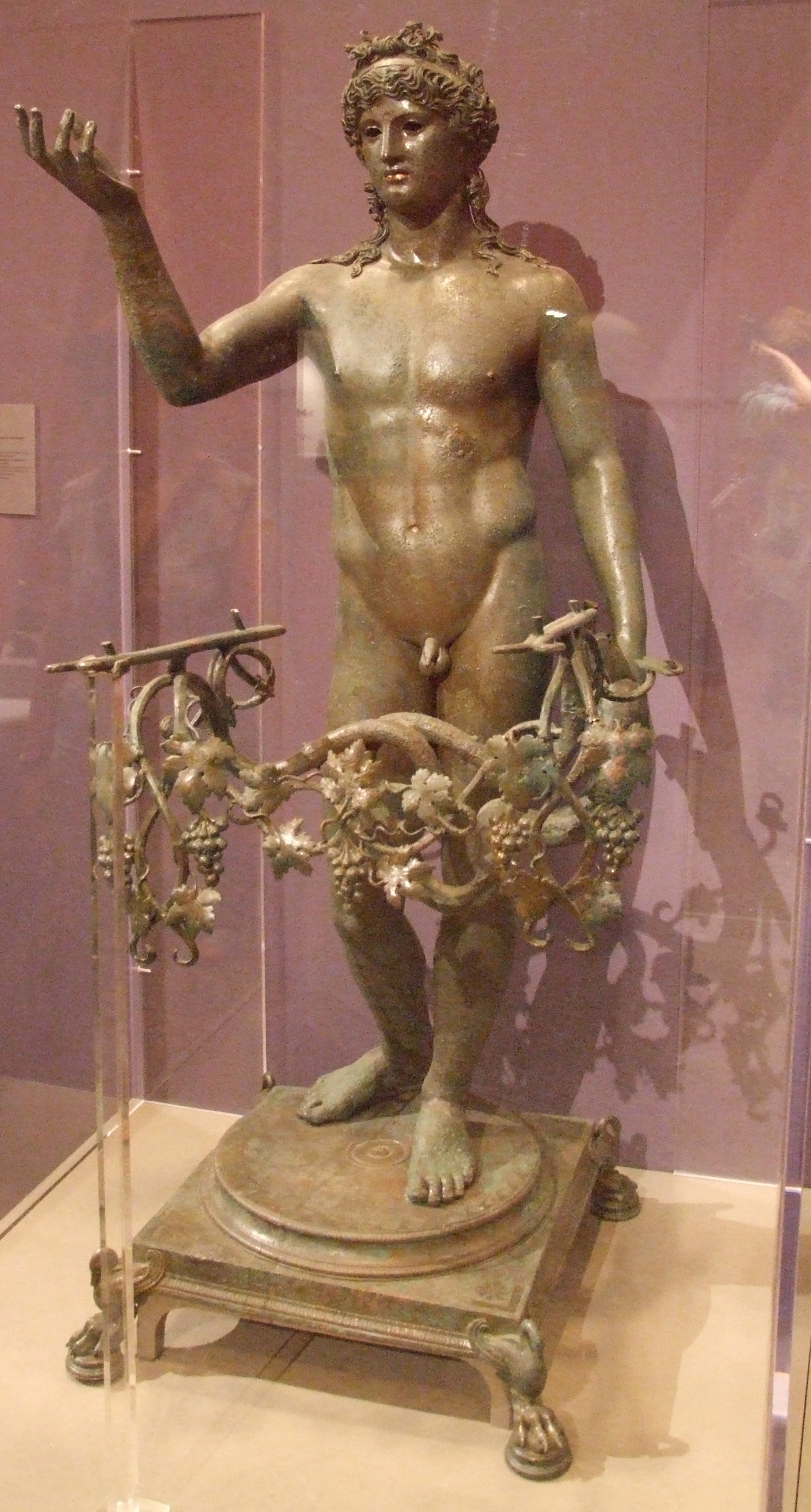
在庞培城发掘出来的巴克科斯铜像，79年被埋没，约100年前在握大维执政时塑成

巴克科斯是罗马神话中的酒神和植物神，相当于希腊神话中的狄俄倪索斯。

## 描述
希腊神狄俄倪索斯另有一名为巴克科斯·亚历山德鲁斯，在他被接纳入罗马神话时就被称为巴克科斯了。除此之外罗马人将其植物和动物交配受精的－神立波尔也称为巴克科斯。罗马对巴克科斯的崇拜源于意大利南部，本来是一个带有神秘和阴暗色彩的崇拜，后来传播到罗马。其高潮为庆祝饮酒的酒神节。
在庞培城中发掘出来的神秘庄园中有这个崇拜的图像。

## 艺术
许多著名画家如安尼巴莱·卡拉齐、米开朗基罗和提香等画过以巴克科斯为主题的画，其中尤其以米开朗基罗雕塑的醉酒神奇异。